# Động đất Thổ Nhĩ Kỳ–Syria 2023
Động đất Thổ Nhĩ Kỳ – Syria 2023, hay Trận động đất ở Thổ Nhĩ Kỳ và Syria (theo cách gọi của báo chí), là hai trận động đất xảy ra ở miền nam và miền trung Thổ Nhĩ Kỳ, giáp biên giới với Syria ngày 6 tháng 2 năm 2023. Trận đầu tiên xảy ra cách thành phố Gaziantep 34 km (21 dặm) về phía tây lúc 04:17 TRT (01:17 UTC) với cường độ 7,8 Mw. Trận thứ 2 xảy ra cách thành phố Kahramanmaraş khoảng 81 km về phía Đông Bắc sau đó vài giờ với cường độ 7,5 Mw. Đây có thể được coi là trận động đất gây thiệt hại lớn nhất ở Thổ Nhĩ Kỳ nói riêng, kể từ trận động đất năm 1939 đã giết chết hơn 48,000 người ở quốc gia này và là một trong những thảm hoạ thiên nhiên thảm khốc nhất tính từ đầu thế kỷ 21 nói chung, bên cạnh những sự kiện như trận động đất Tứ Xuyên năm 2008, trận động đất ở đông bắc Nhật Bản năm 2011 và trận động đất Ấn Độ Dương năm 2004. Cơ sở hạ tầng, kiến trúc kém kiên cố, không đủ vững chắc trước rung lắc mạnh, cộng thêm việc động đất xảy ra vào ban đêm, khi đa phần người dân đều đang ngủ say, là những nguyên nhân chính khiến con số thương vong có xu hướng tăng cao sau khi thảm hoạ xảy ra. 

## Kiến tạo

### Địa lý

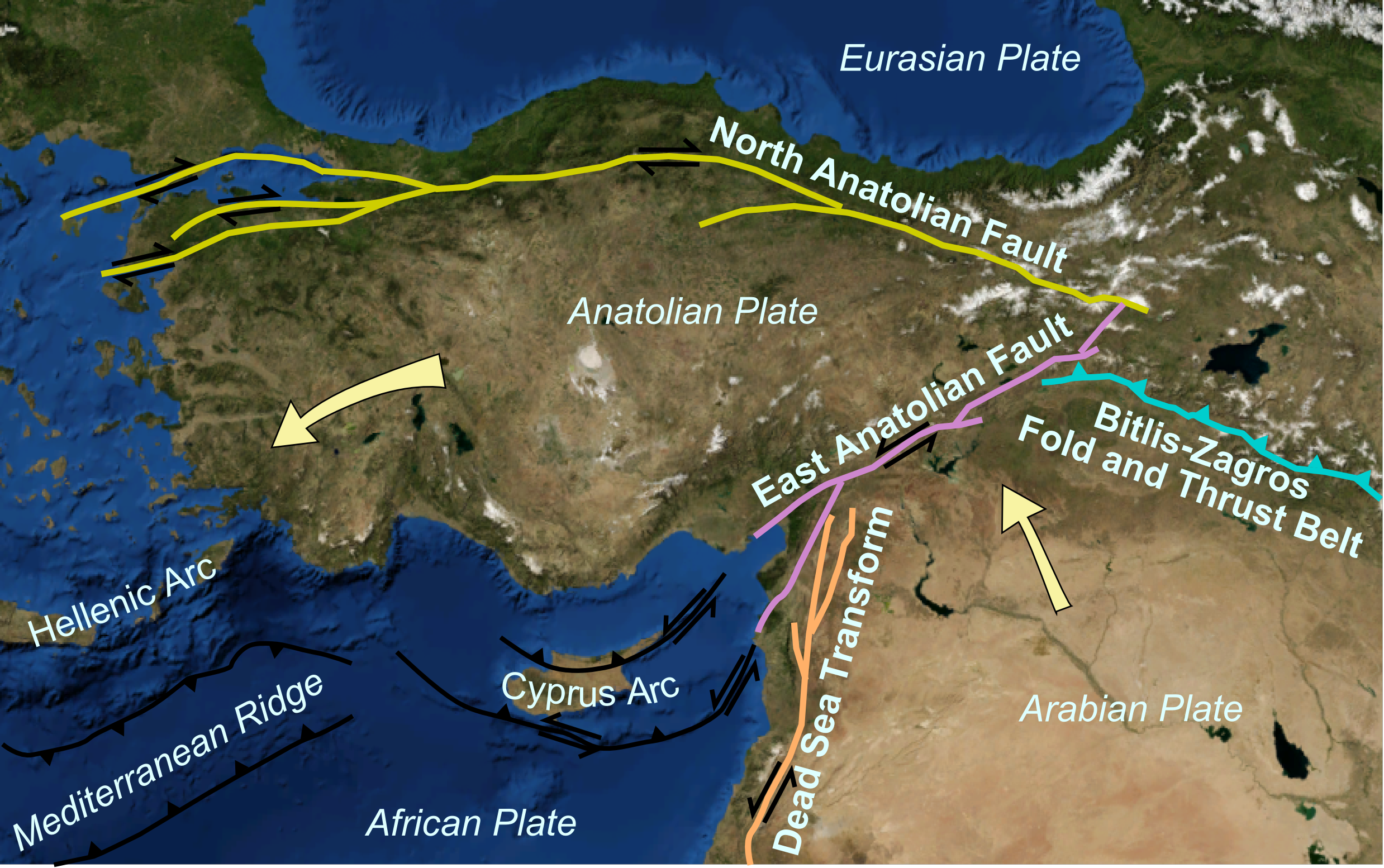
Bản đồ mảng Anatolia và đứt gãy Đông Anatolia

Phần lớn Thổ Nhĩ Kỳ nằm trên mảng kiến tạo Anatolia, nằm giữa hai mảng kiến tạo lớn là  Mảng Á-Âu và mảng châu Phi, và mảng nhỏ là mảng Ả Rập. Khi mảng châu Phi lớn hơn và mảng Ả Rập dịch chuyển, Thổ Nhĩ Kỳ bị ép chặt, trong khi Mảng Á-Âu cản trở bất kỳ sự dịch chuyển nào về hướng bắc. Do đó, Thổ Nhĩ Kỳ nằm trên vài đường đứt gãy. Theo ABC, các chuyên gia ví đứt gãy Bắc Anatolia gần giống một chiếc áo có cúc bị kéo căng. Khi một nút áo bung ra, áp lực sẽ dồn sang nút áp tiếp theo, khiến nó nhiều khả năng bung tiếp. 
Đường đứt gãy Bắc Anatolia, nơi mảng kiến tạo Anatolia và Á - Âu giao nhau được cho là đường đứt gãy có sức phá hủy mạnh nhất, chạy từ phía nam Istanbul tới vùng đông bắc Thổ Nhĩ Kỳ. Đồng thời, đường đứt gãy Đông Anatolia kéo dài  700 km (430 mi)  từ cao nguyên phía đông Thổ Nhĩ Kỳ tới Địa Trung Hải. Từ đó, nó rẽ về phía nam và gặp đầu phía bắc của hệ thống Tách giãn lớn, phân tách mảng kiến tạo châu Phi và Arab. Hiện nay mảng này đang có tốc độ trượt ở phía đông là 10 mm (0,39 in) mỗi năm và phía tây với tốc độ 1–4 mm (0,039–0,157 in) mỗi năm. Đứt gãy tạo ra các trận động đất lớn vào năm 1789 (M 7.2), 1795 (M 7.0), 1872 (M 7.2), 1874 (M 7.1), 1875 (M 6.7), 1893 (M 7.1) hay gần đây nhất là 2020 (M 6.8). Những trận động đất này đã phá vỡ các phân đoạn riêng lẻ của đứt gãy. Các phân đoạn Palu và Puturge hoạt động địa chấn ở phía đông cho thấy chu kỳ lặp lại khoảng 150 năm đối với các trận động đất M 6.8–7.0. Các phân đoạn Pazarcık và Amanos ở phía tây có chu kỳ lặp lại lần lượt là 237–772 năm và 414–917 năm đối với các trận động đất M 7.0–7.4.
The Dead Sea Transform kéo dài là một đường đứt gãy khác theo hướng Bắc-Nam từ Biển Đỏ đến Giao lộ ba Maras nơi nó gặp đứt gãy Đông Anatolian. Phần phía bắc của đứt gãy trượt bên trái, ở miền nam Thổ Nhĩ Kỳ, là nguồn gốc của ít nhất 14 trận động đất lớn trong lịch sử. Gần đây nhất nó đã tạo ra hai trận động đất cường độ lớn vào năm 1822 và 1872. Trận động đất năm 1872 đã giết chết ít nhất 1.800 người. Các trận động đất vào năm 115, 526 hoặc 525, 587, 1169 hoặc 1170 và 1822 lần lượt khiến hàng chục nghìn đến vài trăm nghìn người thiệt mạng.

### Địa chấn
Khu vực xảy ra trận động đất ngày 6 tháng 2 tương đối yên tĩnh về mặt địa chấn. Chỉ có ba trận động đất mạnh 6 độ hoặc lớn hơn xảy ra trong phạm vi 250 km (160 mi) tính từ trận động đất ngày 6 tháng 2 kể từ năm 1970. Trận lớn nhất trong số này, cường độ M 6.7, xảy ra ở phía đông bắc của trận động đất đầu tiên ngày 6 tháng 2 vào ngày 24 tháng 1 năm 2020. Tất cả những trận động đất này động đất xảy ra dọc theo hoặc trong vùng lân cận của đứt gãy Đông Anatolia. Mặc dù khu vực tâm chấn của trận động đất ngày 6 tháng 2 tương đối yên tĩnh, miền nam Thổ Nhĩ Kỳ và miền bắc Syria đã trải qua các trận động đất nghiêm trọng và gây nhiều thiệt hại trong quá khứ. Ở Aleppo, thành phố lớn thứ hai ở Syria, đã nhiều lần bị tàn phá bởi các trận động đất lớn trong lịch sử, mặc dù chỉ có thể ước tính vị trí và cường độ chính xác của những trận động đất này. Aleppo đã bị một trận động đất ước tính mạnh 7.1 độ richter vào năm 1138 và một trận động đất ước tính mạnh 7.0 độ richter vào năm 1822. Ước tính số người thiệt mạng trong trận động đất năm 1822 là 20.000–60.000 người. Năm 1114, thành phố Marash hứng chịu một trận động đất mạnh khiến 40.000 người thiệt mạng.

## Động đất

### Trận đầu tiên
Trận động đất đầu tiên xảy ra lúc 01:17 UTC. Cục Khảo sát Địa chất Hoa Kỳ (USGS) đo nó ở cường độ M 7.8 trong khi GEOSCOPE báo cáo cường độ là M 8.0 và Global Centroid Moment Tensor (GCMT) đã đo được nó ở cường độ M 7.8 Chấn tâm cách Gaziantep thuộc tỉnh Gaziantep, gần biên giới với Syria khoảng 34 km (21 mi) về hướng Tây. Chấn động có cơ chế tiêu điểm tương ứng với đứt gãy trượt ngang  Đứt gãy xảy ra trên đứt gãy Tây Bắc–Đông Nam, đứt gãy Đông Bắc hoặc đứt gãy Tây Bắc–Đông Nam, đứt gãy Tây Bắc. USGS ước tính kích thước vết đứt gãy dài ~190 km (120 mi) và rộng ~25 km (16 mi). Một giáo sư địa vật lý tại Đại học Khoa học và Công nghệ King Abdullah ở Ả Rập Saudi cho biết trận động đất có thể gây ra một đường đứt gãy dài gần 300 km (190 mi). Đây là trận mạnh nhất từng được ghi nhận ở Thổ Nhĩ Kỳ, ngang với trận động đất Erzincan năm 1939,  và là trận động đất lớn nhất từng được ghi nhận kể từ tháng 8 năm 2021.
Trận động đất đầu tiên có dư chấn M 6.7 xảy ra khoảng 11 phút sau trận động đất chính. Theo USGS, đã có 25 cơn dư chấn M 4.0 hoặc lớn hơn được ghi nhận trong vòng 6 giờ tính từ trận động đất chính. Hơn 12 giờ sau, USGS đã báo cáo ít nhất 54 cơn dư chấn từ 4,3 độ richter trở lên, trong khi Chủ tịch Quản lý Khẩn cấp và Thảm họa Thổ Nhĩ Kỳ (AFAD) ghi nhận ít nhất 120 dư chấn. Rung chấn từ hai trận động đất lớn có thể cảm nhận được ở tận Đan Mạch và Greenland.

### Trận thứ hai
Trận động đất thứ hai xảy ra lúc 10:24 UTC với chấn tâm cách thị trấn Ekinozu ở tỉnh Kahramanmaras 4 km (2,5 mi)  về phía Nam Đông Nam. Theo GEOSCOPE, trận động đất này có độ lớn M  7.5 hoặc M 7.7. Nó bị đứt dọc theo một đứt gãy theo hướng Đông-Tây, lõm xuống phía Bắc hoặc đứt gãy trượt theo hướng Bắc-Nam, lõm xuống ở phía Đông.  USGS cho biết trận động đất có thể đã hình thành đứt gãy mới với kích thước dài ~120 km (75 mi) và rộng ~18 km (11 mi). Sau đó có thêm rất nhiều dư chấn nữa với dư chấn lớn nhất là M 6.0.

### Dư chấn
| Ngày                                                           | Thời gian (UTC) | M   | MMI  | Độ sâu            | Ref.   |
| -------------------------------------------------------------- | --------------- | --- | ---- | ----------------- | ------ |
| 6 Tháng 2                                                      | 01:26           | 5.6 | VII  | 17,0 km (10,6 mi) | [ 16 ] |
| 6 Tháng 2                                                      | 01:28           | 6.7 | VIII | 14,5 km (9,0 mi)  | [ 17 ] |
| 6 Tháng 2                                                      | 01:36           | 5.6 | VII  | 10,0 km (6,2 mi)  | [ 18 ] |
| 6 Tháng 2                                                      | 01:58           | 5.1 | –    | 10,0 km (6,2 mi)  | [ 19 ] |
| 6 Tháng 2                                                      | 02:03           | 5.5 | VII  | 10,0 km (6,2 mi)  | [ 20 ] |
| 6 Tháng 2                                                      | 02:23           | 5.2 | IV   | 11,4 km (7,1 mi)  | [ 21 ] |
| 6 Tháng 2                                                      | 04:18           | 5.0 | VI   | 14,5 km (9,0 mi)  | [ 22 ] |
| 6 Tháng 2                                                      | 10:24           | 7.7 | X    | 10,0 km (6,2 mi)  | [ 24 ] |
| 6 Tháng 2                                                      | 10:26           | 6.0 | VII  | 20,1 km (12,5 mi) | [ 25 ] |
| 6 Tháng 2                                                      | 10:35           | 5.8 | VII  | 10,0 km (6,2 mi)  | [ 26 ] |
| 6 Tháng 2                                                      | 10:51           | 5.7 | VII  | 10,0 km (6,2 mi)  | [ 27 ] |
| 6 Tháng 2                                                      | 11:01           | 5.0 | VI   | 10,0 km (6,2 mi)  | [ 28 ] |
| 6 Tháng 2                                                      | 11:05           | 5.2 | IV   | 10,0 km (6,2 mi)  | [ 29 ] |
| 6 Tháng 2                                                      | 12:02           | 6.0 | VII  | 10,0 km (6,2 mi)  | [ 30 ] |
| 6 Tháng 2                                                      | 13:07           | 5.0 | VII  | 17,1 km (10,6 mi) | [ 31 ] |
| 6 Tháng 2                                                      | 13:39           | 5.1 | VII  | 10,0 km (6,2 mi)  | [ 32 ] |
| 6 Tháng 2                                                      | 13:44           | 5.0 | VI   | 10,0 km (6,2 mi)  | [ 33 ] |
| 6 Tháng 2                                                      | 15:14           | 5.3 | V    | 10,0 km (6,2 mi)  | [ 34 ] |
| 6 Tháng 2                                                      | 15:33           | 5.2 | –    | 8,8 km (5,5 mi)   | [ 35 ] |
| 6 Tháng 2                                                      | 16:43           | 5.0 | VI   | 10,0 km (6,2 mi)  | [ 36 ] |
| 6 Tháng 2                                                      | 18:04           | 5.3 | VI   | 10,0 km (6,2 mi)  | [ 37 ] |
| 6 Tháng 2                                                      | 20:38           | 5.3 | III  | 10,0 km (6,2 mi)  | [ 38 ] |
| 6 Tháng 2                                                      | 20:44           | 5.0 | –    | 10,0 km (6,2 mi)  | [ 39 ] |
| 6 Tháng 2                                                      | 21:58           | 5.1 | II   | 10,0 km (6,2 mi)  | [ 40 ] |
| 7 Tháng 2                                                      | 03:13           | 5.5 | VII  | 10,0 km (6,2 mi)  | [ 41 ] |
| 7 Tháng 2                                                      | 07:11           | 5.4 | VII  | 10,0 km (6,2 mi)  | [ 42 ] |
| 7 Tháng 2                                                      | 10:18           | 5.4 | VII  | 10,0 km (6,2 mi)  | [ 43 ] |
| 7 Tháng 2                                                      | 15:48           | 5.0 | VII  | 8,3 km (5,2 mi)   | [ 44 ] |
| 7 Tháng 2                                                      | 18:10           | 5.3 | IV   | 18,1 km (11,2 mi) | [ 45 ] |
| 8 Tháng 2                                                      | 11:11           | 5.4 | VI   | 7,5 km (4,7 mi)   | [ 46 ] |
| 8 Tháng 2                                                      | 14:20           | 5.1 | –    | 5,9 km (3,7 mi)   | [ 47 ] |
| Ghi chú Cường độ 7.0 trở lên Cường độ 6,0–6,9 Cường độ 5,4–5,9 |                 |     |      |                   |        |

## Thiệt hại

### Thiệt hại tại Thổ Nhĩ Kỳ

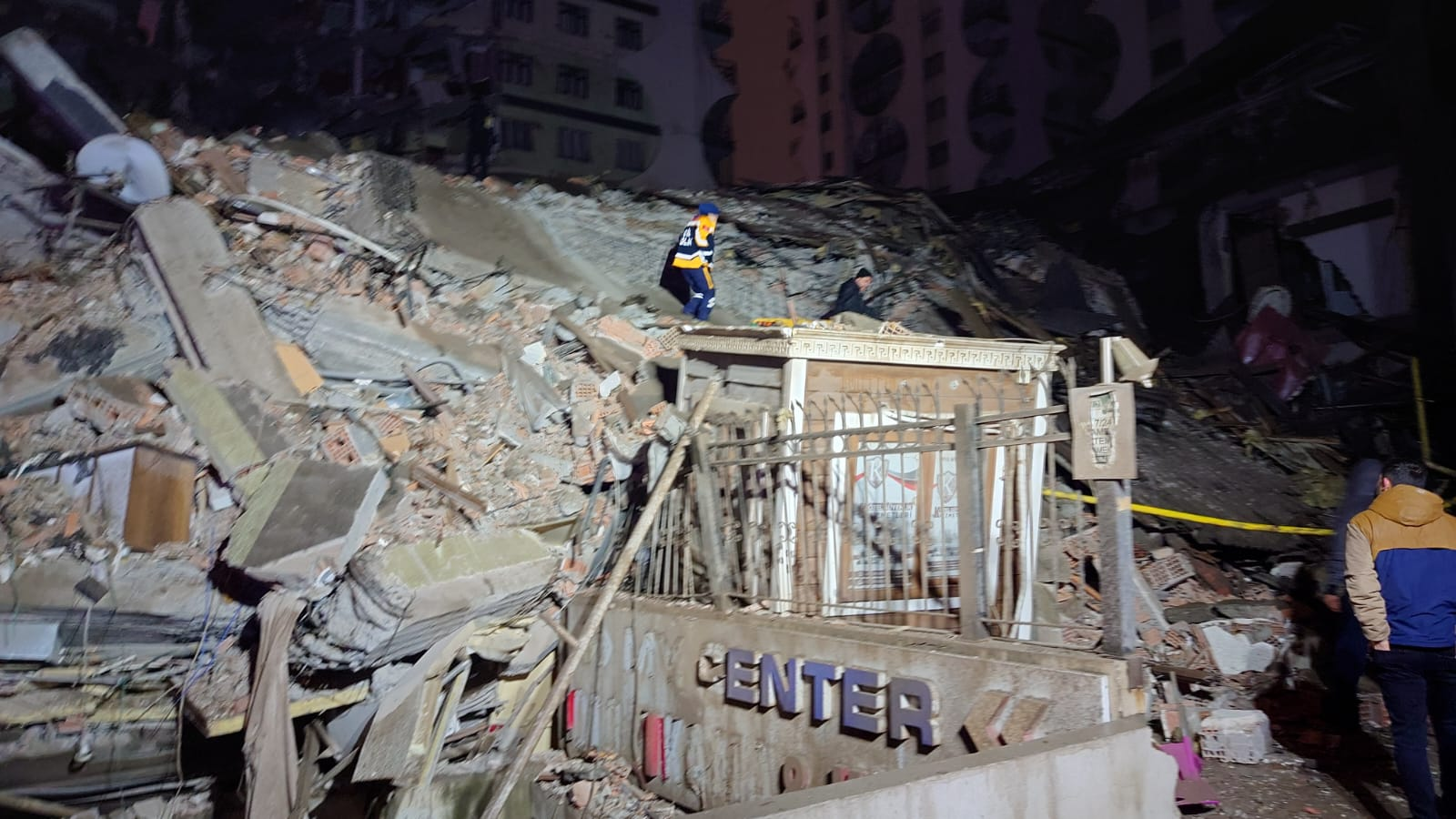
Đống đổ nát của một tòa nhà bị sập, Trung tâm thương mại Galeria Diyarbakır

- Tổng cộng, khoảng 6.217 tòa nhà đã bị sập ở 10 tỉnh trên khắp Thổ Nhĩ Kỳ. [48] Nhiều tòa nhà đã bị phá hủy ở Adıyaman và Diyarbakır. [49] Ở Diyarbakir, một trung tâm thương mại đã bị sập.[50]  Thống đốc Osmaniye cho biết 34 tòa nhà trong tỉnh đã bị sập.[51]

- 300 tòa nhà bị sập cũng xảy ra ở Malatya. Trần của Sân bay Malatya Erhaç bị sập một phần. [52]Một nhà thờ Hồi giáo thế kỷ 13 nổi tiếng trong tỉnh và Sân bay Malatya bị sập một phần. [53][54]cũng như các phần của Nhà thờ Hồi giáo Şirvani ở Gaziantep. [55]Thành cổ Gaziantep bị hư hại nghiêm trọng. [56] Hỏa hoạn xảy ra ở khắp nơi.[57]
- Tại Adana, hai tòa nhà chung cư, một trong số đó cao 17 tầng, đã bị sập, khiến ít nhất 10 người thiệt mạng.[58]

- Tại tỉnh Hatay ít nhất ít nhất 1.200 tòa nhà đã bị san bằng. Đường băng của Sân bay Hatay đã bị tách ra và nâng lên. [59]  Hai bệnh viện cấp tỉnh và một đồn cảnh sát đã bị phá hủy. [60] và và một đường ống dẫn khí đốt phát nổ. [61]
- Thiệt hại nặng nề xảy ra ở Antakya—hàng trăm tòa nhà và một bệnh viện nhà nước bị sập. Tại quận Güzelburç của Antakya, hàng chục tòa nhà đã bị phá hủy. [62]

### Thiệt hại tại Syria
- Lực lượng Phòng vệ Dân sự Syria đối lập gọi tình hình ở phía tây bắc của đất nước là "thảm họa". Tại Aleppo, thành phố lớn thứ hai của Syria, 46 tòa nhà bị sập.[63]Tại Hama, một tòa nhà 8 tầng bị sập khiến 125 người mắc kẹt bên trong.[63] Tại Damascus, nhiều người tháo chạy ra đường. .[64][65] Nhiều tòa nhà ở Syria đã bị hư hại sau cuộc nội chiến kéo dài gần 12 năm.[66]
- Lâu đài do quân Thập tự chinh xây dựng Margat bị hư hại, với một phần của tháp và một số phần của một số bức tường bị sập đổ. [64] Thành cổ Aleppo cũng bị ảnh hưởng.[67]

Tổng cộng có 490 tòa nhà bằng gạch nung đã bị sập một phần hoặc hoàn toàn, trong khi hàng nghìn ngôi nhà khác bị hư hại ở tây bắc Syria.

### Các nước khác
- Tại Liban, trận động đất mạnh đã khiến dân cư nước này bị đánh thức trong khi đang ngủ. Các tòa nhà ở nước này rung lắc tới 40 giây.
- Ở Beirut, cư dân tháo chạy ra khỏi nhà hoặc dùng các phương tiện đi lại của họ nhằm thoát khỏi các tòa nhà cao tầng. Nhìn chung, thiệt hại ở Liban là không đáng kể, với một số tòa nhà bị ảnh hưởng ở các thành phố El Minniyeh, El Minya và Bourj Hammoud. [64][68][69]
- Ở Ashdod, Israel, một tòa nhà đã được thông báo sơ tán dân sau khi quan sát thấy các vết nứt trên một cây cột,[70] và ở Nicosia, Síp, một số cửa sổ bị nứt, vỡ. [71] và bức tường của một ngôi nhà bị sập, làm hư hỏng hai phương tiện gần đó.[72]

- Trung tâm địa chấn châu Âu-Địa Trung Hải cho biết rung lắc đã được cảm nhận ở khắp nơi, bao gồm Armenia, Ai Cập, Gruzia, Hy Lạp, Iraq, Israel, Jordan, Palestine và Nga. Ở Iraq, quạt, khung và các vật treo khác bị rung lắc mạnh.[73][74][75]
- Ở Iraq và Khu tự trị Kurdistan, nhiều cư dân ở ngoài trời trong khi chờ thông báo rằng họ đã an toàn để trở về nhà. Một cơn dư chấn xảy ra vài giờ sau đó, khiến các tòa nhà phải sơ tán và không có trường hợp tử vong hay thương tích nào được báo cáo.[76]
- Cách đó 5.509 km, Cơ quan Khảo sát Địa chất Đan Mạch và Greenland đã báo cáo về những chấn động của trận động đất đã được cảm nhận. Nhà địa chấn học Tine Larsen cho biết "Chúng tôi đã ghi nhận cả hai trận động đất - và rất nhiều dư chấn ở Đan Mạch và Greenland".[77][78]

### Tổn thất ước tính
- Theo một giáo sư địa vật lý tại Đài quan sát Kandilli, số người chết có thể tương đương với trận động đất ở İzmit năm 1999 với 18.373 người thiệt mạng.
- USGS cho rằng có khả năng cao số người chết dao động từ 1.000 đến 10.000 người, thêm rằng thiệt hại kinh tế có thể lên tới 10 tỷ USD, tương đương 2% GDP Thổ Nhĩ Kỳ. Trong khi đó, Risklayer ước tính số người chết trong khoảng từ 5.200 đến 48.500 và thiệt hại kinh tế khoảng 20 tỷ USD.

## Thương vong

### Thổ Nhĩ Kỳ
| Tỉnh          | Số người chết | Số người bị thương |
| ------------- | ------------- | ------------------ |
| Adana         | 408           | 7,450              |
| Adıyaman      | 3,105         | 11,778             |
| Batman        | 0             | 20                 |
| Diyarbakır    | 212           | 899                |
| Elazığ        | 5             | 379                |
| Gaziantep     | 2,141         | 11,563             |
| Hatay         | 5,111         | 15,613             |
| Kahramanmaraş | 5,323         | 9,243              |
| Kilis         | 22            | 518                |
| Malatya       | 289           | 7,300              |
| Osmaniye      | 878           | 2,224              |
| Şanlıurfa     | 304           | 4,663              |

Ít nhất 2.921 người trên 10 tỉnh đã chết và 14.483 người bị thương.   Một số người bị mắc kẹt dưới đống đổ nát đã phát trực tiếp lời kêu gọi giúp đỡ của họ trên mạng xã hội.
Trước trận động đất mạnh 7,5 độ richter tấn công Kahramanmaras, ít nhất 70 người chết đã được xác nhận trong thành phố. Tại tỉnh Hatay, 520 người chết, 700 người bị thương và một số người chưa xác định bị mắc kẹt dưới đống đổ nát của các tòa nhà bị sập. Ít nhất 106 trường hợp tử vong và 1.941 người bị thương đã được báo cáo ở Malatya. Tại Musabeyli, một thị trấn nhỏ ở tỉnh Kilis, ít nhất 14 người chết và 244 người khác bị thương. 
Một số cá nhân nổi bật đã mất tích sau trận động đất. Những người này bao gồm cầu thủ chạy cánh người Ghana của câu lạc bộ Hatayspor là Christian Atsu (người đã qua đời sau đó), Giám đốc thể thao Taner Savut được cho là đã bị mắc kẹt khi trụ sở câu lạc bộ của họ bị sập ở Antakya và thủ môn của đội tuyển Yeni Malatyaspor là Ahmet Eyüp Türkaslan.

### Syria
Ít nhất 1.444 người thiệt mạng và 3.411 người bị thương ở Syria. 
Bộ Y tế Syria đã ghi nhận hơn 711 trường hợp tử vong liên quan đến trận động đất và 1.089 người bị thương tại các khu vực do chính phủ kiểm soát bao gồm các tỉnh Aleppo, Latakia, Hama và Tartus.Hơn 200 người chết ở các thành phố  Aleppo, Latakia, Hama. Tại các khu vực do quân nổi dậy kiểm soát, ít nhất 733 người thiệt mạng, trong khi 419 người khác bị thương. .Tại làng Atmeh, 11 người chết và nhiều cư dân bị chôn vùi. Ngoài ra, dân thường mắc kẹt dưới đống đổ nát hàng giờ do thiếu đội cứu hộ tại một số ngôi làng như Atarib, Besnia, Jindires, Maland, Salqin và Sarmada. Một người đàn ông đã mất tới 12 thành viên trong gia đình mình ở Jindires.
Cục Bảo vệ Dân sự Ý đã đưa ra một cảnh báo, sau đó đã được rút lại, báo cáo nguy cơ sóng thần có thể xảy ra ập vào bờ biển Sicily, Calabria và Apulia. .Cư dân ven biển ở các khu vực nói trên được khuyên nên chạy trốn lên vùng đất cao hơn và đi theo chính quyền địa phương, trong khi nhà điều hành tàu hỏa thuộc sở hữu nhà nước Trenitalia tạm thời đình chỉ các dịch vụ đường sắt trong khu vực, sau đó đã được nối lại vào sáng cùng ngày.

## Phản ứng

### Thổ Nhĩ Kỳ
Tổng thống Recep Tayyip Erdoğan nói trên Twitter rằng "các đội tìm kiếm và cứu hộ đã ngay lập tức được điều động" đến khu vực bị ảnh hưởng. Bộ trưởng Nội vụ Süleyman Soylu kêu gọi người dân hạn chế đi vào các tòa nhà bị hư hại. Chính phủ đã tuyên bố 'cảnh báo cấp bốn' để kêu gọi viện trợ quốc tế.
Trong một tuyên bố chính thức, Bộ trưởng Bộ Thanh niên và Thể thao Mehmet Kasapoğlu thông báo rằng mọi giải vô địch quốc gia sẽ bị đình chỉ ngay lập tức cho đến khi có thông tin mới.
Các dịch vụ khẩn cấp ở Thổ Nhĩ Kỳ gấp rút tìm kiếm những người sống sót bị mắc kẹt dưới nhiều tòa nhà bị sập. Ít nhất 2,470 người đã được giải cứu khỏi đống đổ nát.
Ở Adana, mọi người có thể nghe thấy tiếng la hét từ dưới đống đổ nát. Cần cẩu và các đội cấp cứu ở Diyarbakir đã có mặt tại một tòa nhà chung cư bị sập. Lực lượng Vũ trang Thổ Nhĩ Kỳ đã thiết lập một hành lang trên không để cho phép các đội tìm kiếm và cứu hộ tiếp cận các vùng thảm họa nhanh nhất có thể. 
Điều kiện thời tiết xấu bao gồm tuyết, mưa và nhiệt độ đóng băng đã làm gián đoạn các nỗ lực tìm kiếm và cứu hộ do nhân viên cứu hộ và dân thường thực hiện. Lực lượng cứu hộ và tình nguyện viên mặc quần áo mùa đông trong khi tìm kiếm những người sống sót.

### Syria
Lực lượng Phòng vệ Dân sự Syria đối lập mô tả tình hình là "thảm họa" và kêu gọi cư dân rời khỏi các tòa nhà và ở ngoài trời. Tổ chức đã tuyên bố tình trạng khẩn cấp không chính thức. Truyền thông Syria đưa tin một số lượng lớn các tòa nhà ở tỉnh Aleppo phía bắc, cũng như một số tòa nhà ở thành phố Hama đã đổ sập. Tại Damascus, nhiều người bỏ nhà chạy ra đường.
Trung tâm Động đất Quốc gia cho biết đây là trận động đất "lớn nhất từng được ghi nhận" trong lịch sử.
Theo hãng thông tấn nhà nước SANA, Tổng thống Bashar al-Assad đã họp khẩn với nội các để tổ chức kế hoạch cứu hộ tại những khu vực bị thiệt hại nặng nề nhất.

### Nỗ lực nhân đạo quốc tế
Quốc gia
Lãnh đạo nhiều nước gửi điện chia buồn. Hơn 40 quốc gia đã cung cấp hỗ trợ nhu yếu phẩm, tài chính, cứu hộ, cứu nạn,...
- Thủ tướng Albania Edi Rama cho biết một "sứ mệnh" giải cứu những người bị thương, sống sót sẽ được thực hiện trong ngày 6 tháng 2.

- Algeria đã cử một nhóm gồm 89 nhân viên Bảo vệ Dân sự đầu tiên đến Thổ Nhĩ Kỳ để tham gia hoạt động cứu hộ và cứu trợ. [104]
- Thủ tướng Nikol Pashinyan cho biết Armenia sẽ sẵn sàng hỗ trợ.[105]
- Thủ tướng Karl Nehammer cho biết Áo sẽ gửi 84 binh sĩ từ Đơn vị Cứu trợ Thảm họa của mình tới Thổ Nhĩ Kỳ và sẽ gửi 3 triệu euro cho các tổ chức viện trợ.[106]
- Tổng thống Azerbaijan Ilham Aliyev cho biết họ sẽ cử một đội tìm kiếm và cứu nạn gồm 370 người tới Thổ Nhĩ Kỳ. [107]
- Bulgaria trở thành quốc gia đầu tiên cử các đội cứu hộ y tế, trong đó có 5 chú chó cứu hộ. [108]
- Tổng thống Gustavo Petro nói rằng Bộ Ngoại giao Colombia sẽ "thiết lập một đường dây liên lạc với Thổ Nhĩ Kỳ khi cần được hỗ trợ". [109]
- Trung Quốc sẵn sàng gửi viện trợ cho Thổ Nhĩ Kỳ. [110]
- Thủ tướng Croatia Andrej Plenković sẽ cử một đội tìm kiếm và cứu nạn gồm 40 người tới Thổ Nhĩ Kỳ.[111]
- Bộ Công an Việt Nam cử 24 chiến sĩ[112] và 76 quân nhân (6 chó nghiệp vụ)[113] sang Thổ Nhĩ Kỳ hỗ trợ khắc phục thảm họa động đất.[114][115]

### Tổ Chức
- Tổng thư ký Ahmed Aboul Gheit kêu gọi hỗ trợ quốc tế để giúp đỡ những người bị ảnh hưởng bởi "thảm họa này"
- Đại diện cấp cao của Liên minh châu Âu Josep Borrel và Ủy viên quản lý khủng hoảng châu Âu Janez Lenarčič cho biết rằng 10 đội cứu hộ từ Bulgaria, Croatia, Czechia, Pháp, Hy Lạp, Malta, Hà Lan, Ba Lan và Romania đã được cử đến Thổ Nhĩ Kỳ. .[116]
- Chương trình Copernicus cũng được kích hoạt để cung cấp các dịch vụ lập bản đồ khẩn cấp.[116]Cơ chế Bảo vệ Dân sự mà Thổ Nhĩ Kỳ là thành viên, cũng được kích hoạt theo yêu cầu của Thổ Nhĩ Kỳ.[117]
- Tổng thư ký Jens Stoltenberg nói rằng các nước thành viên huy động nhân lực để cứu hộ sớm nhất tại Thổ Nhĩ Kỳ.
- Một số cơ quan của Liên hợp quốc đã công bố các phản ứng phối hợp đối với thảm họa, bao gồm Đánh giá và điều phối thảm họa của Liên hợp quốc (UNDAC), Văn phòng điều phối các vấn đề nhân đạo của Liên hợp quốc (OCHA), Cao ủy Liên hợp quốc về người tị nạn (UNHCR), UNICEF và Tổ chức di cư quốc tế  (IOM). [118] Giám đốc khu vực Châu Âu của Tổ chức Y tế Thế giới Hans Kluge, cho biết các văn phòng khu vực của tổ chức đang hỗ trợ các nỗ lực quốc tế vận chuyển thuốc men và thiết bị cứu trợ.